# Legitimidade de Vitória do Reino Unido

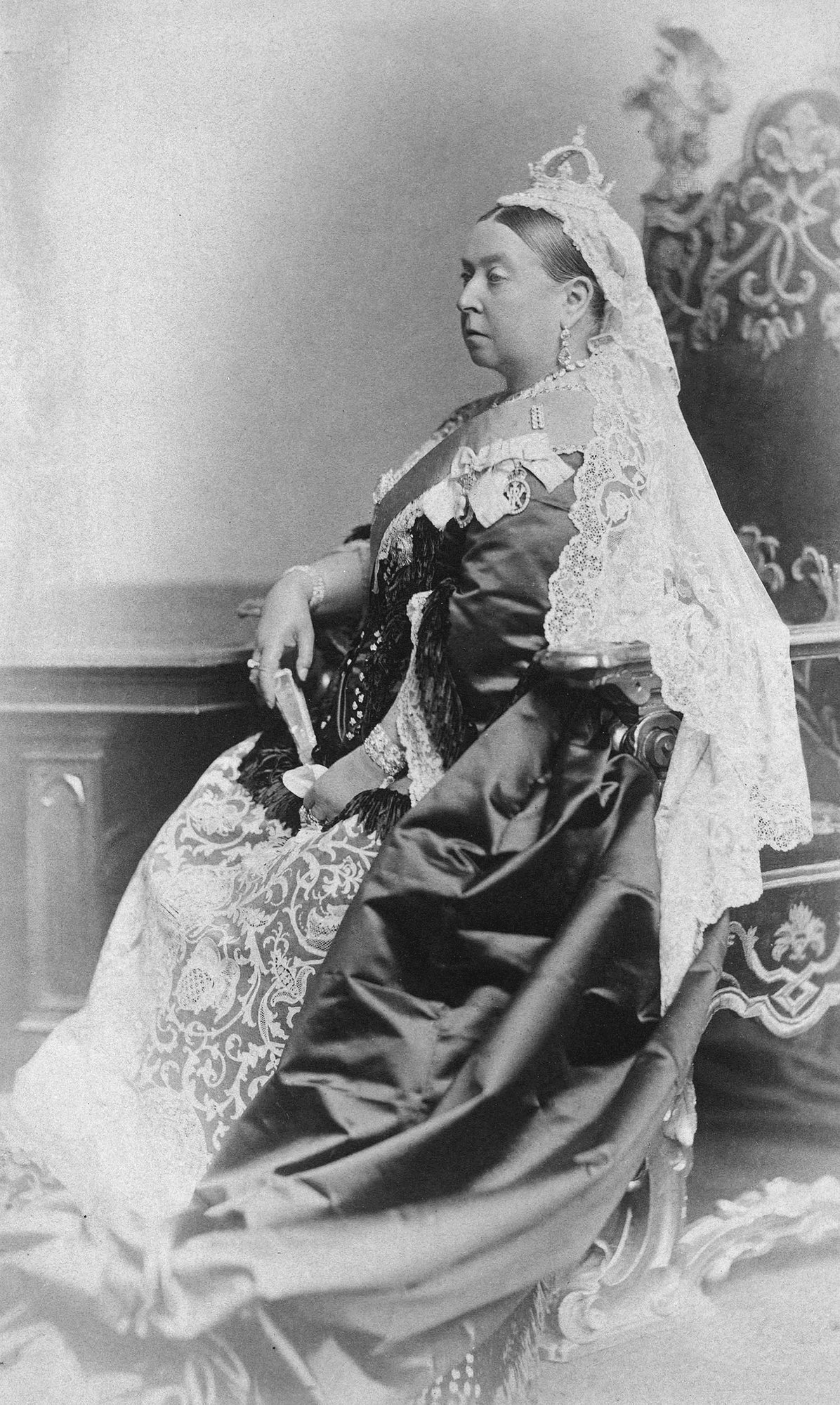
Rainha Vitória.

O parentesco da rainha Vitória tem sido objeto de especulação. Esta centrou-se principalmente na incidência familiar de doenças hereditárias e evidências circunstanciais, e geralmente foi desacreditada.

## Crise de sucessão

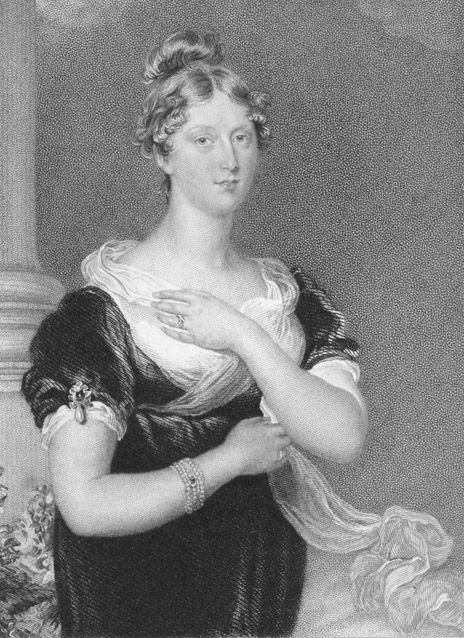
Princesa Carlota Augusta de Gales.

A princesa Carlota de Gales era a única filha e herdeira presumida do príncipe regente (mais tarde rei Jorge IV). Sua morte no parto em 1817 desencadeou uma corrida entre os irmãos do Príncipe Regente, os seis filhos mais jovens sobreviventes do rei Jorge III, para ver quem poderia ser o pai de um herdeiro legítimo. Alguns dos irmãos já haviam se envolvido em escândalos. O príncipe Frederico, duque de York e Albany, o segundo na linha do trono, foi separado amigavelmente de sua esposa, a princesa Frederica Carlota da Prússia. O sexto filho, o príncipe Augusto Frederico, duque de Sussex, havia contraído dois casamentos em contravenção ao Ato de Casamentos Reais de 1772 (assim como o príncipe regente antes de seu casamento com a mãe de Charlotte). Três irmãos, o terceiro, o quarto e o sétimo na linha do trono, casaram-se em 1818: o príncipe William, duque de Clarence; O príncipe Eduardo, duque de Kent e Strathearn; e o príncipe Adolfo, duque de Cambridge. O quinto filho, o príncipe Ernest Augustus, duque de Cumberland, já era casado.
O duque de Clarence casou-se com a princesa Adelaide de Saxe-Meiningen. Embora ele tivesse sido capaz de gerar dez filhos ilegítimos com uma amante anterior, nenhum de seus filhos por sua esposa sobreviveu à infância. A segunda filha, Elizabeth, viveu o mais longo, nascida em 10 de dezembro de 1820 e morrendo em 4 de março de 1821. O filho seguinte a produzir um herdeiro foi o duque de Cambridge, cujo filho, Jorge, nasceu em 26 de março de 1819. Ele seria desalojado dois meses depois, pelo nascimento de uma filha para o duque de Kent e sua esposa. Sua primeira e única filha foi chamada Princesa Alexandrina Victoria, mas era conhecida por sua família como "Drina". Ela nasceu em 24 de maio de 1819, apenas três dias antes do filho do duque de Cumberland, também chamado George.
Tanto Jorge III como o duque de Kent morreram em janeiro de 1820. O Príncipe Regente tornou-se Jorge IV; e Drina ficou em terceiro na linha do trono, depois de seus tios, o duque de York e o duque de Clarence (o futuro Guilherme IV). Ela acabaria por assumir o trono como rainha Vitória em 1837.

## Controvérsia

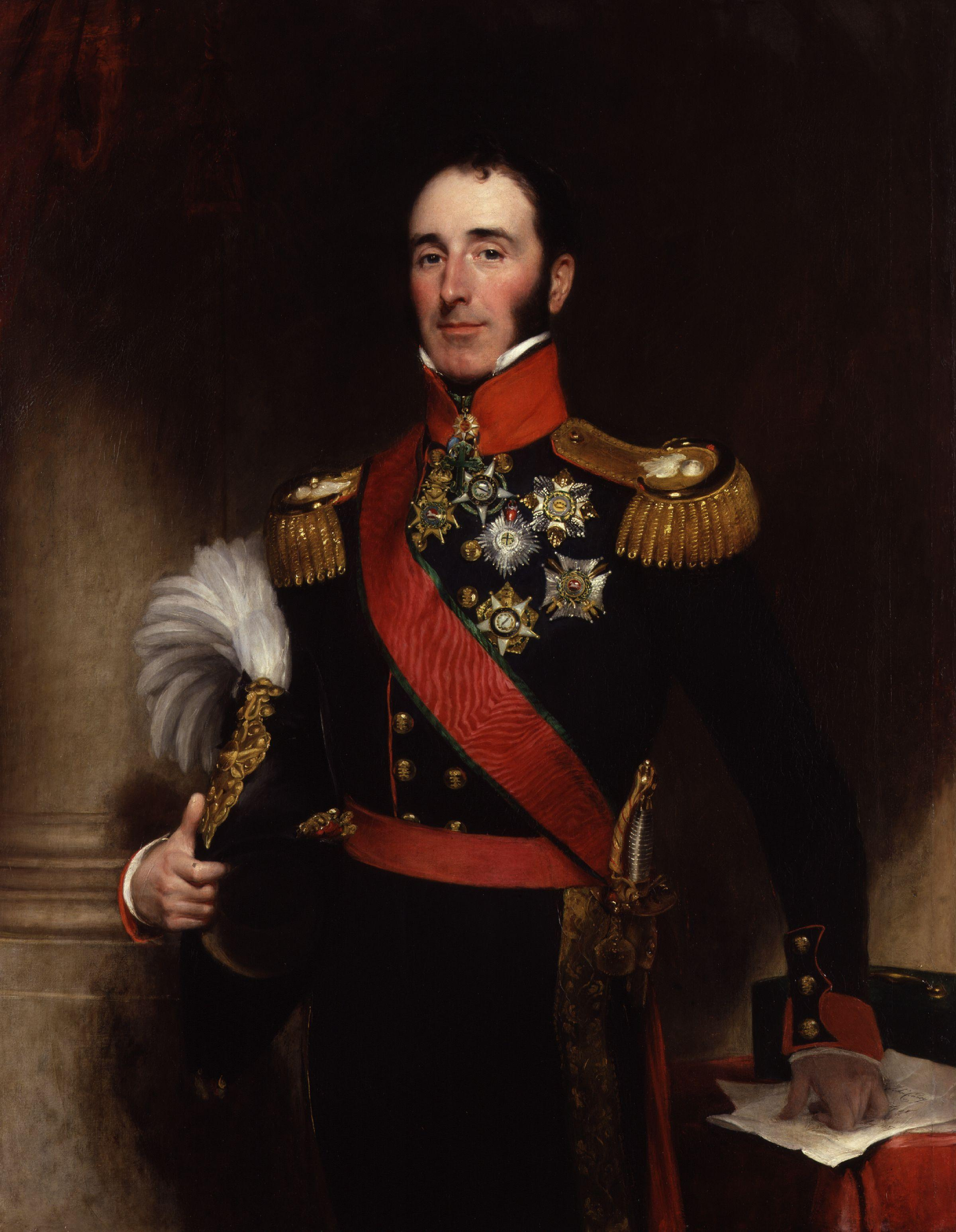
John Conroy por Henry William Pickersgill.

Boatos sobre o parentesco de Vitória, centrados em um controverso soldado e aventureiro irlandês, chamaram Sir John Conroy, que era secretário particular de sua mãe e controlador da casa dela. A duquesa de Kent tinha a mesma idade de Conroy, enquanto ela era 19 anos mais jovem que seu marido; o tribunal fofocou abertamente sobre o relacionamento deles. Após a morte do duque, Conroy assumiu um papel paternal em relação à Victoria, que ela se ressentiu amargamente. Isso causou uma divisão quase permanente entre Victoria e sua mãe, bem como entre a duquesa e seu cunhado, Guilherme IV. Conroy esperava que, quando Vitória se tornasse rainha, ele seria seu secretário particular, mas, em vez disso, um de seus primeiros atos como monarca era demití-lo de sua casa.
A crença de que a duquesa e Conroy eram amantes era generalizada. Quando perguntado por Charles Greville se ele acreditava que eles eram amantes, o duque de Wellington respondeu que "supunha que sim". Mais tarde, o duque contou uma história em que, quando Victoria era jovem, ela havia capturado Conroy; e a duquesa se envolveu no que era diplomaticamente chamado de "algumas familiaridades". Wellington relatou que ela contou à baronesa Louise Lehzen, que contou a sua aliada próxima, madame de Späth, que confrontou a duquesa sobre seu comportamento. De acordo com Wellington, a duquesa de Kent ficou furiosa e prontamente demitiu a madame de Späth. Vitória, quando rainha, parece ter contestado a história, afirmando que a piedade de sua mãe teria impedido qualquer familiaridade indevida com Conroy.

## Genética
Andrew Norman Wilson sugeriu que o pai de Vitória não poderia ter sido o Duque de Kent por duas razões:
- O súbito aparecimento de hemofilia nos descendentes de Vitória. A doença não existia na família real antes.
- O suposto desaparecimento da porfiria dos descendentes de Vitória. Segundo Wilson, a doença era prevalente na família real antes de Vitória, mas não depois.

Ambos os argumentos podem ser combatidos. Como a hemofilia é ligada ao cromossomo X, para que um pai transmita a doença, ele deve tê-lo, mas Conroy era saudável. Era improvável que os hemófilos sobrevivessem no início do século XIX, devido ao mau estado da medicina na época. De fato, a expectativa de vida era de 11 anos ou menos, até a segunda metade do século XX, e ainda é baixa nos países em desenvolvimento. Tampouco há evidência de hemofilia nos ancestrais ou descendentes de Conroy, ou qualquer menção a qualquer hemofilia em qualquer documento associado aos Kents. É provável que a mutação tenha surgido espontaneamente porque o duque de Kent estava na casa dos 50 anos quando Vitória foi concebida. As mutações causadoras da hemofilia surgem com mais frequência nos filhos de pais mais velhos; e as mutações espontâneas respondem por cerca de 30% dos casos.
Com relação à porfiria (que Jorge III talvez tenha tido), não há evidências genéticas de que a família real tenha tido a doença e seu diagnóstico no caso de Jorge III (e outros) tenha sido questionado. Se o diagnóstico de porfiria hereditária estiver correto, pode ter continuado entre descendentes de Victoria. Pelo menos dois de seus descendentes, a princesa Carlota da Prússia, Duquesa de Saxe-Meiningen e o príncipe Guilherme de Gloucester são suspeitos de terem sofrido com isso.
Evidências concretas sobre as origens da doença da hemofilia e paternidade de Vitória poderiam ser obtidas com um teste de DNA dos restos mortais de seus pais, mas nenhum desses estudos foi sancionado pela família real.